# Hovhannes Amreyan
Hovhannes Amreyan (3 de octubre de 1975) es un deportista armenio que compitió en halterofilia. Ganó una medalla de plata en el Campeonato Europeo de Halterofilia de 2001, en la categoría de 77 kg.

## Palmarés internacional
| Campeonato Europeo | Campeonato Europeo   | Campeonato Europeo | Campeonato Europeo |
| Año                | Lugar                | Medalla            | Categoría          |
| ------------------ | -------------------- | ------------------ | ------------------ |
| 2001               | Trenčín (Eslovaquia) | Medalla de plata   | 77 kg              |